# Metastatia rubroanalis
Metastatia rubroanalis là một loài bướm đêm thuộc phân họ Arctiinae, họ Erebidae.